# Baggtjärnen, Värmland
Baggtjärnen är en sjö i Storfors kommun i Värmland och ingår i Göta älvs huvudavrinningsområde. Sjön har en area på 0,291 kvadratkilometer och ligger 127 meter över havet.

## Delavrinningsområde
Baggtjärnen ingår i det delavrinningsområde (660480-141424) som SMHI kallar för Utloppet av Mögsjön. Medelhöjden är 160 meter över havet och ytan är 19,74 kvadratkilometer. Räknas de 24 avrinningsområdena uppströms in blir den ackumulerade arean 307,22 kvadratkilometer. Storforsälven (Skärjbäcken) som avvattnar avrinningsområdet har biflödesordning 4, vilket innebär att vattnet flödar genom totalt 4 vattendrag innan det når havet efter 331 kilometer. Avrinningsområdet består mestadels av skog (60 procent). Avrinningsområdet har 2,23 kvadratkilometer vattenytor vilket ger det en sjöprocent på 11,3 procent. Bebyggelsen i området täcker en yta av 0,57 kvadratkilometer eller 3 procent av avrinningsområdet.